# Viola stuebelii
Viola stuebelii är en violväxtart som beskrevs av Georg Hans Emmo Emo Wolfgang Hieronymus. Viola stuebelii ingår i släktet violer, och familjen violväxter. Inga underarter finns listade i Catalogue of Life.